# Abies hidalgensis
Abies hidalgensis är en tallväxtart som beskrevs av Debreczy, Rácz och Guízar. Abies hidalgensis ingår i släktet ädelgranar, och familjen tallväxter. Inga underarter finns listade i Catalogue of Life.
Arten förekommer i Mexiko i delstaten Hidalgo. Den växer på högplatå och i bergstrakter mellan 2000 och 2300 meter över havet. Trädet ingår i molnskogar tillsammans med Alnus firmifolia, Buddleja cordata, mexikansk cypress, Pinus patula, Pinus teocote och Sambucus mexicana.
En större brand skulle hota beståndet. IUCN kategoriserar arten globalt som sårbar.